# Tommaso Aleni
Tommaso Aleni o Tommaso de Aleni (Cremona, 1500- circa 1560)) fou un pintor italià del període del Renaixement, actiu en el seu país natal.

## Biografia
Va ser alumne de Galeazzo Campi. També va estar influït per les obres de Perugino. Junt amb Campi va realitzar obres al fresc per a l'església de San Domenico de Cremona, de vegades no és possible la distinció entre obres d'aquests dos autors. Nativitat de l'any 1515 també va ser obra seva per a aquesta mateixa església.